# Cycloramphus valae
Espèce
Statut de conservation UICN

 DD  : Données insuffisantes
Cycloramphus valae est une espèce d'amphibiens de la famille des Cycloramphidae.

## Répartition
Cette espèce est endémique du Sud du Brésil. Elle se rencontre dans les États de Santa Catarina et du Rio Grande do Sul entre 400 et 900 m d'altitude dans l'extrême sud de la Serra Geral.

## Description
Les mâles mesurent jusqu'à 32,4 mm et les femelles jusqu'à 39,6 mm.

## Étymologie
Cette espèce est nommée en l'honneur de Francisca Carolina do Val.

## Publication originale
- Heyer, 1983 : Variation and systematics of frogs of the genus Cycloramphus (Amphibia, Leptodactylidae). Arquivos de Zoologia, São Paulo, vol. 30, no 4, p. 235–339 (texte intégral).